# آندرس رودریگز
آندرس رودریگز پدوتی (انگلیسی: Andrés Rodríguez Pedotti؛ زاده ۱۹ ژوئن ۱۹۲۳ – درگذشته ۲۱ آوریل ۱۹۹۷) یک سیاست‌مدار اهل پاراگوئه بود. وی در سال ۱۹۸۹ از طریق یک کودتا به حکومت ۳۵ ساله آلفردو اشتروسنر پایان داد و تا سال ۱۹۹۳ رئیس‌جمهور پاراگوئه بود.
آندرس رودریگز در ۲۱ آوریل ۱۹۹۷، در سن ۷۳ سالگی بر اثر سرطان کبد درگذشت.